# Lechea sansabeana
Lechea sansabeana là một loài thực vật có hoa trong họ Nham mân khôi. Loài này được (Buckley) Hodgdon mô tả khoa học đầu tiên năm 1938.